# مسلمو باندماتي
مسلمو باندماتي، هو مجتمع مسلم يقطن في ولاية أتر برديش في الهند.

## الأصل
باندماني هم مسلمين متحولين من الديانة الهندوسية الطائفة الباندماتي. وكلمة باندماتي تعني حرفيًا صانع الحبال (الحَبَّال). وظروف تحولهم إلى إسلام غير واضحة بسبب تعدد الروايات، أحدهما تتعلق بتحولهم إلى الإسلام على يد الداعية الصوفي سيد سالار مسعود، الذي دفن في مدينة بهريش، ويتركز مجتمع باندماتي في منطقة ساهرانبور، كما يتواجدون في مناطق أخرى من منطقة دواب (منطقة طبيعية خضراء تتألف من سهول وتقع بين نهرين نهر الغانج ونهر يمونا) في ولاية أتر برديش الغربية. يتحدثون الأردية فيما بينهم، والهندية مع الغرباء.